# Анонімний авторитет
Аноні́мний авторите́т — улюблений засіб введення в оману, що активно використовується засобами масової інформації.
Прийом належить до так званої «сірої» пропаганди. Одним з найефективніших методів впливу на масову думку є звернення до авторитету. Авторитет, на який посилаються, може бути релігійним, політичним, науковим або професійним. Ім'я авторитету не повідомляється, або використовується безпідметове речення. При цьому може здійснюватися цитування документів, оцінок експертів, звітів, свідків, і інших матеріалів, які необхідні для більшої переконливості.
Інформація, що повідомляється таким чином, може бути брехнею. Посилання на несправжній авторитет додають їй солідність і вагу в очах оточення. При цьому джерело не ідентифіковане і жодної відповідальності за помилкове повідомлення журналісти не несуть. Отже, якщо пасаж в популярних ЗМІ починається словами «джерела інформують» або «учені рекомендують» — це не повноцінна інформація, а можлива пропаганда або прихована реклама; причому автори послання дуже далекі від ученості і так само далекі від упевненості в своїй правоті.

## Приклади
«Учені на підставі багаторічних досліджень встановили…», «лікарі рекомендують…», «чиновник з найближчого президентського оточення, який побажав залишитися невідомим, повідомляє…» — але не вказується, які саме вчені, лікарі або який чиновник маються на увазі. У прикладах безпідметових речень — «давно доведено…», «як стало відомо…» — анонімний авторитет переходить у хибу звернення до популярної думки.